# Tiếng Amis
Tiếng Amis là một ngôn ngữ Formosa được nói bởi người Amis (hay Ami), một nhóm người thổ dân số tại bờ đông Đài Loan (xem Thổ dân Đài Loan). Đây là ngôn ngữ Formosa với lượng người nói lớn nhất, nó được nói dọc theo vùng từ Hoa Liên đến Đài Đông, với những điểm dân cư khác gần cực nam hòn đảo. Tại những huyện nơi nhiều người Amis sống như Hoa Liên và Đài Đông thì các trạm xe lửa phát thanh bằng cả tiếng Amis và Quan Thoại. Tuy nhiên, chỉ có số ít người Amis dưới 20 tuổi (vào thời điểm 1995) biết nói ngôn ngữ này.

## Âm vị
Dưới đây là hệ thống âm vị của các phương ngữ Trung Amis (Maddieson & Wright).

### Phụ âm
|                | Môi | răng  | Chân răng | Vòm | Ngạc mềm | Thanh quản | Thanh hầu |
| -------------- | --- | ----- | --------- | --- | -------- | ---------- | --------- |
| Mũi            | m   | n̪     |           |     | ŋ        |            |           |
| Tắc và tắc xát | p   | t̪     | t͡s        |     | k        | ʡ ~ ʢ      | ʔ         |
| Xát            | v   | ð̪ ~ ɮ̪ | s         |     | (ɣ)      | ʜ          | h         |
| Rung           |     |       | r         |     |          |            |           |
| Vỗ             |     |       | ɺ̠         |     |          |            |           |
| Tiếp cận       | w   |       |           | j   |          |            |           |

### Nguyên âm
|       | Trước | Giữa | Sau |
| ----- | ----- | ---- | --- |
| Đóng  | i     |      | u   |
| Trung |       | (ə̆)  |     |
| Mở    |       | a    |     |